# 스트셸린군

돌니실롱스크주 지도에 표시된 스트셸린군의 위치

스트셸린군(폴란드어: powiat strzeliński)은 폴란드 돌니실롱스크주에 위치한 군으로 군청 소재지는 스트셸린이며 면적은 622.27km2, 인구는 43,713명(2019년 6월 30일 기준), 인구 밀도는 70명/km2이다.
북쪽으로는 브로츠와프군, 북동쪽으로는 오와바군, 동쪽으로는 오폴레주 브제크군, 남쪽으로는 오폴레주 니사군, 남서쪽으로는 종프코비체군, 서쪽으로는 지에르조니우프군과 접한다. 5개 지방 자치체(2개 도시형 농촌, 3개 농촌)를 관할한다.

군기
군 문장